# Ráckeve
Ráckeve (německy Reutzenmarkt, srbsky Српски Ковин, Srpski Kovin) je město v Maďarsku v župě Pest, nacházející se blízko jejího trojmezí se župami Fejér a Bács-Kiskun. Je správním městem stejnojmenného okresu a nachází se asi 30 km jihovýchodně od Budapešti. 

## Poloha
Město svojí polohou obklopuje Ráckevei-Duna, což je rameno Dunaje, se kterým tvoří říční ostrov Csepel, na kterém se větší část města nachází. Na ostrově se nachází Szulla a centrum Ráckeve; na druhé straně jsou části Fanyilas, Szűrű a Újtelep. V městské části řeky se nacházejí též dva malé říční ostrůvky Kerekzátony a Senki.
Nejbližší města jsou Adony, Dunavarsány, Ercsi a Rácalmás. Poblíže jsou též obce Lórév, Kiskunlacháza, Szigetbecse, Szigetszentmárton a Szigetújfalu.

## Historie
Ráckeve bylo jedním z měst, kam se úchýlili pravoslavní Slované z Balkánu (Srbové) během průniku Turků na Balkán v 15. století. Kolonisté pocházeli z okolí měst Smederevo a Kovin, proto pojmenovali toto sídlo i tímto názvem. V roce 1541 došli Turci i sem a řada obyvatel uprchla dále na sever do okolí Komárna. Již v 16. století bylo obyvatelstvo národnostně smíšené slovansko/maďarské. V 19. století zde žila již drtivá většina maďarského obyvatelstva a na počátku století dvacátého již dle údajů posledního rakousko-uherského sčítání lidu již téměř maďarské.

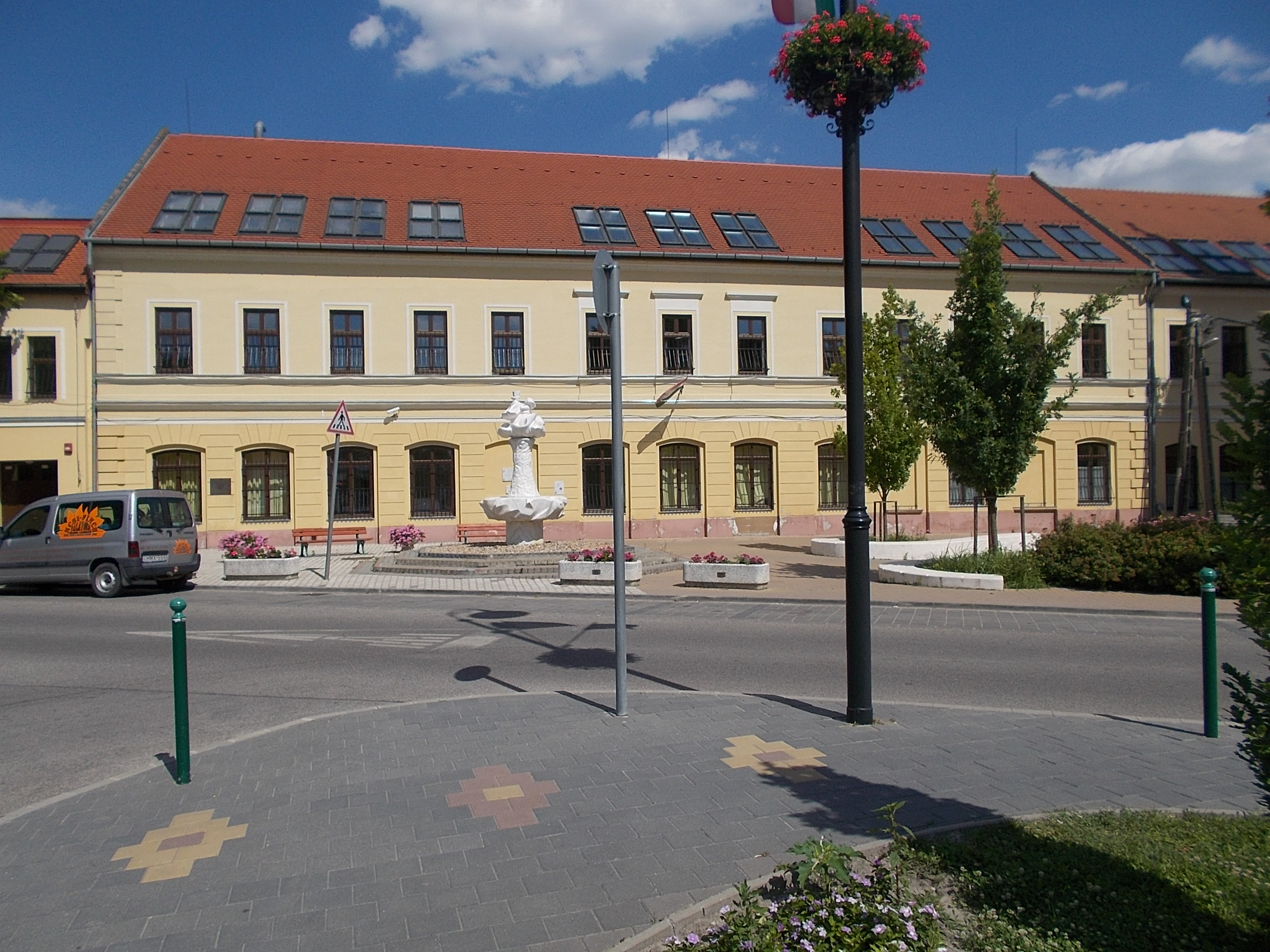
Budova katolické školy.

Někdy v první polovině 19. století byl vybudován most přes rameno Dunaje. Na druhé straně řeky se postupně začalo vyvíjet souvislé osídlení rovněž, dostalo název Újtelep.
V závěru 19. století se potom město začalo rozšiřovat v souvislosti s prudkým populačním růstem Budapešti. Zavedena sem byla také železnice, nicméně se tak stalo relativně pozdě, neboť dráhu nezaznamenávají mapy ani druhého ani třetího vojenského mapování. Trať byla ukončena hlavovým nádražím na severním okraji města. Nová zástavba se později vytvářela především v oblasti okolo nádraží.
V 70. letech 20. století se zde rozvinul rekreační areál. Roku 1984 získalo Ráckeve potom statut města. 

## Obyvatelstvo
V roce 2018 zde žilo 10 446 obyvatel, z nichž jsou 85,9 % Maďaři.

## Pamětihodnosti a kultura
Ve městě se nachází knihovna, kino, čtyři základní školy a městské muzeum. Stojí zde srbský-pravoslavný kostel z 15. století, dále protestantský a římskokatolický kostel. Mezi kulturní památky dále patří zámek Evžena Savojského. 

## Doprava
Přes rameno Dunaje s názvem Ráckevei-Duna vede Arpádův most, který byl postaven v roce 1896. Vede sem rovněž i železniční trať z Budapešti, kam zajíždějí příměstské vlaky systému HÉV. Kromě toho se ve městě nachází přístav na rameni Dunaje.